# Dunmore (Alberta)
Dunmore ist eine politisch unselbständige Siedlung im Südosten von Alberta, Kanada, mit dem Status eines Weilers (englisch Hamlet). Die Siedlung liegt in der Region Süd-Alberta, unmittelbar südöstlich von Medicine Hat an der transkontinentalen Hauptstrecke der Canadian Pacific Railway bzw. am Alberta Highway 1, der hier die südliche Route des Trans-Canada Highways ist. Dunmore wurde nach dem 7. Earl of Dunmore benannt.
Der Verwaltungsbezirk („Municipal District“) Cypress County hat seinen Verwaltungssitz in Dunmore.
Der Zensus im Jahr 2016 ergab für die Siedlung eine Bevölkerungszahl von 514 Einwohnern, nachdem der Zensus im Jahr 2011 für die Siedlung eine Bevölkerungszahl von nur 502 Einwohnern ergeben hatte. Die Bevölkerung hat damit im Vergleich zum letzten Zensus im Jahr 2011 deutlich unterdurchschnittlich um nur 2,4 % zugenommen, während der Provinzdurchschnitt bei einer Bevölkerungszunahme von 11,6 % lag. Im Zensuszeitraum 2006 bis 2011 hatte die Einwohnerzahl in der Siedlung noch entgegen dem Durchschnitt um 6,0 % abgenommen, während sie im Provinzdurchschnitt um 10,8 % zunahm.